# 總需求
總需求（英語：aggregate demand，縮寫：AD）是一個宏观经济学概念。指一個在一指定時期及物價的经济體系（Y）內對最終物品及服務的需求的總和。這是商品及服務在一個經濟體系中任何可能價格水平下會被消費的總量。這是當一國的庫存水平是靜態時對国内生产总值的需求，它也經常被稱作有效需求，儘管其他時候這個術語是區別開來的。
總需求曲線通常被視為向下傾斜，是因為在較低物價水平下需求量會更大的緣故。雖然這在微观经济学中分析單一物品是對的，但在宏觀層面這想法並不正確。事實上，總需求曲線向右下傾斜是因為三個不同效應的結果：庇古效應、凱恩斯利率效應、蒙代爾-弗萊明匯率效應。

## 構成要素
一條總需求曲線是經濟體系內不同部門的個體需求曲線的總和。總需求曲線通常被形容為一條由四個可分離的需求來源組成的線性函數。
{\displaystyle AD=C+I+G+(X-M)\ }
當中，
- {\displaystyle C\ } 是消費 （也可稱為私人消費開支） = {\displaystyle a_{c}+b_{c}(Y-T)},
- {\displaystyle I\ } 是投資
- {\displaystyle G\ } 是政府開支
- {\displaystyle NX=X-M\ } 是淨出口
  - {\displaystyle X\ } 是總出口，及
  - {\displaystyle M\ } 是總進口 = {\displaystyle a_{m}+b_{m}(Y-T)}.
- 合起來 {\displaystyle Y\ } 就是GDP

這四個構成要素（不論是名義或實質）分別是：
- 私人消費開支（C）或「消費」，是家庭或獨立個體的需求，它由消費函數決定。消費函數是{\displaystyle C=a+(mpc)(Y-T)}
  - a是自發性消費，mpc是邊際消費傾向，(Y-T)是可支配收入。
- 總本地私人投資（I），例子有商業公司在工廠廠房的開支。這包括一切私人部門以未來某些消費品生產為目的之開支。
  - 在凱恩斯主義經濟學，並非所有總本地私人投資會算入總需求的一部份。很多或大部份的存貨投資可以因為短期需求下跌而出現（非計劃存貨積累或「普遍的過剩生產」）。凱恩斯模式預測當非計劃投資出現時國民產出和收入會減少。（存貨積累可以連繫到超額產品供應；在國內收入及產出帳裡，這被視為生產者本身回購自己的滯銷產品。）所以，只有那些「計劃的」、預期的或願意的投資（Ip）會被算為總需求的一部分。（因此，I不包括耗用存貨水平）
  - 投資會被產出和利率（i）影響。由此，我們可以將它寫成I（Y,i）。投資與產出成正比，與利率成反比。舉例說，利率上升會令總需求下跌。利息成本是借貸成本的一部分，而它上升，公司與家庭都會減少開支。這引致總需求曲線向左移。這調低了的均衡GDP（國內生產總值）低於潛在GDP。由於很多公司產出量減少，它們開始解僱工人，失業率由此上升。正在下跌的需求同樣也使物價水平下降。經濟處於衰退。
- 總政府投資與消費支出（G）。
- 淨出口（NX，有時以X-M表示），即世界其他部分對本國產出的淨需求。

總括而言，在一段指定時間的一個國家，總需求（D 或 AD）= C + Ip + G + (X-M)
此宏觀變項是由不同種類的微觀變項在其各自價格中所建構而成，所以這些變量均以（實質或名義）貨幣計算。

## 總需求曲線
對於總需求曲線的理解取決於需求改變被視為收入的改變還是物價的改變。

### 凱恩斯交叉圖

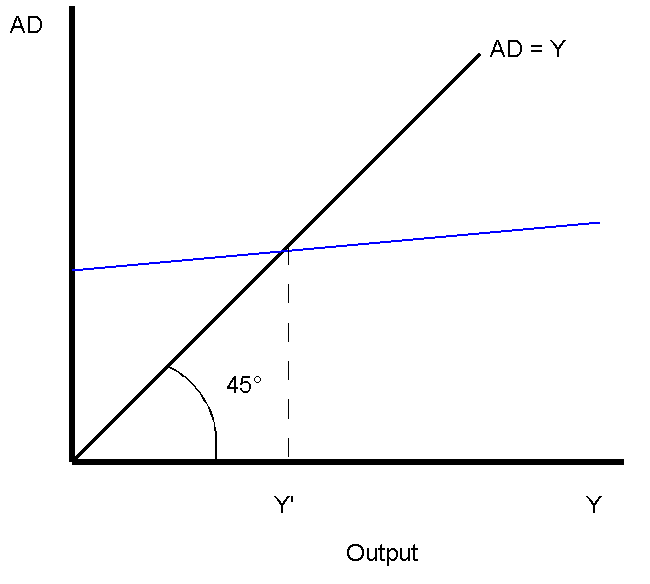
凱恩斯交差圖

在「凱恩斯交叉圖」，「計劃總開支」（或「總支出」、「總需求」）曲線（圖中藍色線）繪成一右上傾斜的線，因為消費者會在當可支配收入更高時有更大的需求。而可支配收入與總國民產出正相關。這是因為消費者的可支配收入與消費在消費函數中成正比。總需求也會因投資增加而上升（由於乘數效應），雖然增幅會因進口及稅收隨收入一同增加而減少。在此圖中，當總需求AD相等於國內產出總量Y時（它對應總國內收入）。這裡，總需求等于總供應。
在此圖中，均衡水平的產出和需求由計劃開支曲線與一條表示總收入與產出的均衡水平（AD=Y）的45度斜線的相交決定。在其交點得出均衡產量Y。
朝向均衡的移動通常經由存貨的改變，而存貨改變引發生產及收入的改變。若現行產量超於均衡，存貨累積，鼓勵商人減產，逼使經濟回到均衡。類似地，如果產出水平低於均衡，存貨減少以應付需求，鼓勵企業增產，因此收入移向均衡收入。這個推向均衡的過程在當均衡是穩定時發生，即換言之，當AD曲線比AD=Y曲線平坦時。
在此模式中，均衡產量水平決定均衡就業水平。（這由奧肯法則所連繫。）模式本身並沒有提出原因解釋為何處於均衡的就業水平應該與充分就業掛勾。儘管其他層面的考慮將意味著此關係。
若在各自的收入水平下，任何總需求的成份（C + Ip + G + NX）上升，例如因為企業對於業務前景更樂觀，整條AD曲線會向上移。這使得均衡收入和產量亦增加。同樣地，如當中有要素下跌，AD曲線會向下移，並推低均衡收入和產量（按定義，AD=Y曲線不會有任何改變。）

### 總需求－總供應模式
有時，特別在教科書上，整條「總需求」會關聯到一條看似馬歇爾的供求圖中的需求曲線。
如此，我們可以把「總需求量」（Yd = C + Ip + G + NX不論以實質或名義計算）與任何已知的總平均物價水平P（例如平均物價指數）連上關係。
在此圖的AD曲線上，典型地，Yd（可支配收入）與P（總平均物價水平）呈反關係。對此，理論上主要的原因是如果名義貨幣供應（Ms）是常數，P下跌意味實質貨幣供應（Ms/P）增加，鼓勵利率壓低及開支增加。這通常被稱為凱恩斯效應。
運用供求理論時要小心，不同的是，總供應的範圍決定了總需求增加會引致實質產出增加還是純粹的物價上升。圖中，任何AD成份在任何已知P下的增加會使AD曲線向右移動。這同時增加了實質產出Y及物價水平P。
不同水平的經濟活躍性意味著總需求變動會引發不同的產出與物價上升組合。如圖所示，在很低水平的實質總產出，由於有很大量的閒置資源，大多數凱恩斯經濟學派的學者都認為總需求變動引起的主要改變是產出和就業。當經濟接近充分就業收入時，（Y*），我們會發現總需求上升時愈來愈多的物價上升會取代實質產出的上升。
超越Y*，那會變得更極端，總需求變動會完全化為物價變動。更壞的是，超於Y*的產出水平不能長久維持。這裡AS曲線只反映一個短期關係，如果經濟仍在潛在產出之上運作，AS曲線會向左移，令到原有實質產出的上升消失。
在低水平的Y，世界將更加複雜。首先，大多數現代經濟學家很少經歷到物價下跌。所以AS不太可能向下或右移。其次，當他們遭受物價下跌（例如日本），這將引起災難性的通貨緊縮。